# Sadeness (Part I)
Sadeness (Part I) – utwór i debiutancki singel projektu Enigma z 1990 r. Powstał na samym początku działalności projektu. Autorami utworu są: Michael Cretu i Fabrice Jean Roger Cuitad (ukrywający się pod pseudonimem David Fairstein). Producentami byli Michael Cretu i Frank Peterson. Sequel tego utworu "Sadeness (Part II)" z udziałem indonezyjskiej wokalistki Anggun Cipty Sasmi pojawił się na albumie "The Fall of a Rebel Angel" z 2016 roku. W 24 krajach utwór ten był na 1 miejscu list przebojów.
W Stanach Zjednoczonych utwór ten na liście Billboardu Hot 100 zajął 5, a na US Billboard Hot Dance Music/Club Play pierwsze miejsce.

## Charakterystyczne cechy utworu
Utwór opiera się na chorale gregoriańskim i rytmicznych uderzeniach perkusji. Wykonywany jest po łacinie i francusku. Solowy podkład zagrany jest na fletni Pana.

## Wydania
Utwór ukazał się na samym początku działalności projektu. Najpierw został wydany na debiutanckim albumie MCMXC a.D. (na albumie został połączony z utworem The Voice of Enigma), następnie na jego debiutanckim singlu. Później utwór został wydany w różnych formatach na singlach w Anglii, Francji, USA i Japonii. W 2001 utwór ukazał się na składance Love Sensuality Devotion: The Greatest Hits oraz w zremiksowanej wersji na składance Love Sensuality Devotion: The Remix Collection.

## Teledysk
Teledysk do utworu przedstawia młodego człowieka, który siedzi przy stole i pisze atramentem w wielkiej księdze. W trakcie pisania zasypia na stole i śni o tym, że jako mnich spotyka się z piękną kobietą.

## Wydane formaty utworu

### Anglia
1. "Sadeness (Part I)" (Radio Edit) (4:16)
2. "Sadeness (Part I)" (Extended Trance Mix) (5:04)
3. "Sadeness (Part I)" (Meditation Mix) (3:01)
4. "Sadeness (Part I)" (Violent US Remix) (5:03)

### Francja
1. "Sadeness (Part I)" (Radio Edit) (4:17)
2. "Sadeness (Part I)" (Meditation Mix) (2:57)

### USA
1. "Sadeness (Part I)" (Violent US Remix) (5:03)
2. "Sadeness (Part I)" (Meditation Mix) (3:01)
3. "Sadeness (Part I)" (Extended Trance Mix) (5:04)
4. "Sadeness (Part I)" (Radio Edit)" (4:17)
5. "Introit: Benedicta sit sancta Trinitas" (3:04)

### Japonia
1. "Sadeness (Part I)" (Ebi-Kuma Mix) (4:40)
2. "Sadeness (Part I)" (Meditation Mix)

## Notowania
| Lista (1990–91)                         | Pozycja |
| --------------------------------------- | ------- |
| Australia (Top 50 Singles)              | 2       |
| Austria (Ö3 Austria Top 40)             | 1       |
| Belgia (Flandria) (Ultratop 50 Singles) | 1       |
| Kanada (Billboard Canadian Hot 100)     | 2       |
| Europa (Eurochart Hot 100)              | 1       |
| Finlandia (Top 20 Singles)              | 6       |
| Francja (Top 200 Singles)               | 1       |
| Niemcy (Top 100 Singles)                | 1       |
| Irlandia (IRMA)                         | 1       |
| Włochy (Top 20 Singles)                 | 1       |
| Japonia (Japan Hot 100)                 | 1       |
| Holandia (Single Top 100)               | 1       |
| Nowa Zelandia (Top 40 Singles)          | 2       |
| Norwegia (Top 20 Singles)               | 1       |
| Hiszpania (Top 50 Singles)              | 1       |
| Szwecja (Top 60 Singles)                | 1       |
| Szwajcaria (Singles Top 100)            | 1       |
| Wielka Brytania (Singles Top 100)       | 1       |
| US Billboard Hot 100 1                  | 5       |
| US Billboard Hot Dance Club Play 1      | 1       |
| US Billboard Modern Rock Tracks 1       | 6       |
| US Billboard Hot R&B Singles            | 67      |

1 "Principles of Lust" ("Sadeness"/"Find Love"/"Sadeness")